# Воп
Воп (рус. Вопь) река је у европском делу Русије која протиче преко територије Смоленске области и десна је притока Дњепра (део басена Црног мора). 
Извире у мочварним подручјима Смоленског побрђа на северу Смоленске области, код села Клешнино на подручју Холм Жирковског рејона. Тече у смеру југозапада и запада и након 158 km тока улива се у реку Дњепар као њена десна притока код села Соловјово на територији Кардимовског рејона. Површина басена реке Воп је 3.300 km², а просечан проток у зони ушћа је 22 m³/s.
Протиче кроз град Јарцево. 